# Noémie Equy
Noémie Equy, né le 15 décembre 2000 à Grenoble, est une snowboardeuse française spécialiste du freestyle et du freeride. En 2025, elle est sacrée meilleure freerideuse mondiale en snowboard en remportant le Freeride World Tour.

## Biographie
Noémie Equy débute le snowboard à 9 ans au club des Sept-Laux.
En 2019, elle prend la seconde place du classement général de la coupe d'Europe de slopestyle. Elle intègre l'équipe de France Jeunes à la fin de cette année.
L'année suivante en 2020, elle remporte le classement général de la coupe d'Europe de slopestyle.
En 2022, elle s'oriente vers le freeride et elle remporte le championnat de France de snowboard freeride à Chamonix.
L'année suivante en 2023, elle se classe 9e du circuit de qualification européen du Freeride World Tour. Cette même année elle prend la seconde place en slopestyle des mondiaux universitaires à Gore Mountain ainsi que la 3e place en Big air.
En 2024 elle remporte le circuit de qualification européen du Freeride World Tour, ce qui lui permet de disputer les épreuves du Freeride World Tour Challenger. Elle remporte ce circuit et accède ainsi au circuit majeur : le Freeride World Tour.
En mars 2025, alors qu'elle n'est que rookie, elle est sacrée meilleure snowboardeuse freeride du monde en remportant le Freeride World Tour, avant que la dernière épreuve ne soit disputée (la finale de Verbier),.

## Palmarès en snowboard freestyle

### Universiade
| Épreuve / Édition                         | Slopestyle | Big Air |
| Universiade d'hiver de 2019 Krasnoïarsk   | 15e        | -       |
| Universiade d'hiver de 2023 Gore Mountain | Argent     | Bronze  |

### Coupe d'Europe de snowboard freestyle
6 podiums dont 2 victoires

#### Classements
| Saison / Épreuve | Saison / Épreuve | Slopestyle | Slopestyle | Big Air | Big Air |
| ---------------- | ---------------- | ---------- | ---------- | ------- | ------- |
| Saison / Épreuve | Saison / Épreuve | Class.     | Points     | Class.  | Points  |
| 2019             | 2019             | 2e         | 1550       | 4e      | 1620    |
| 2020             | 2020             | 1re        | 870        | 14e     | 480     |

### Championnats de France de snowboard
| Édition / Epreuve                | Slopestyle | Big Air |
| -------------------------------- | ---------- | ------- |
| Championnats 2017 Avoriaz        | Argent     |         |
| Championnats 2019 Isola 2000     |            | Bronze  |
| Championnats 2022 Les Deux-Alpes | Bronze     |         |

## Palmarès en Freeride

### Freeride World Tour
| Édition / Epreuve | Snowboard |
| FWT 2025          | Or        |

### Freeride World Tour Challenger Europe-Asie-Océanie
| Édition / Epreuve | Snowboard |
| FWC 2024          | 1er       |

### Freeride World Tour Qualifier Europe-Asie-Océanie
| Édition / Epreuve | Snowboard |
| FWQ 2022          | 29e       |
| FWQ 2023          | 9e        |
| FWQ 2024          | 1re       |

### Championnats de France de freeride
| Édition / Epreuve | Lieu     | Snowboard |
| ----------------- | -------- | --------- |
| Championnats 2022 | Chamonix | Or        |